# 1988년 하계 올림픽 그리스 선수단
그리스는 1988년 9월 17일부터 10월 2일까지 대한민국 서울에서 열린 1988년 하계 올림픽에 참가했다. 그리스는 이 대회에서 동메달 1개를 획득하였다.

## 출전 선수
| 종목   | 남자 | 여자 | 전체 |
| ------ | ---- | ---- | ---- |
| 육상   | 0    | 6    | 6    |
| 복싱   | 1    | –    | 1    |
| 체조   | 0    | 3    | 3    |
| 조정   | 6    | 1    | 7    |
| 요트   | 8    | 0    | 8    |
| 사격   | 1    | 1    | 2    |
| 수영   | 4    | 0    | 4    |
| 테니스 | 2    | 1    | 3    |
| 수구   | 13   | –    | 13   |
| 역도   | 4    | –    | 4    |
| 레슬링 | 5    | –    | 5    |
| 전체   | 44   | 12   | 56   |

## 같이 보기
- 올림픽 그리스 선수단